# Weddad
Pour plus de détails, voir Fiche technique et Distribution.
Weddad est un film égyptien réalisé en 1936 par Fritz Kramp. Cette histoire romantique, inspirée des Mille et une nuits, elle la plus grosse production de son temps. Ce grand classique du genre musical inaugure la carrière cinématographique de la célèbre diva Oum Kalthoum. Son succès a assuré la suprématie des Studios Misr sur l’industrie cinématographique égyptienne de l’époque. Ce fut le premier film égyptien à être sélectionné pour un festival international du film, à savoir le Festival international du film de Venise en Italie, en 1936.

## Synopsis
Un marchand doit vendre son esclave dont il est amoureux lorsqu’il perd toute sa fortune. Mais leur amour survit et les deux amants resteront unis. 

## Fiche technique
- Réalisation : Fritz Kramp et Gamal Madkoor
- Production : Studios Misr
- Scénario : Ahmed Rami, Ahmed Badrakhan
- Image : Sammi Bill
- Son : Moustafa Wali
- Musique : Mohamed El Qasabgi, Zakaria Ahmed, Riad Al Sunbati, Docteur Bardi
- Montage : Niazi Moustapha
- Interprètes : Oum Kalthoum